# 楚河市

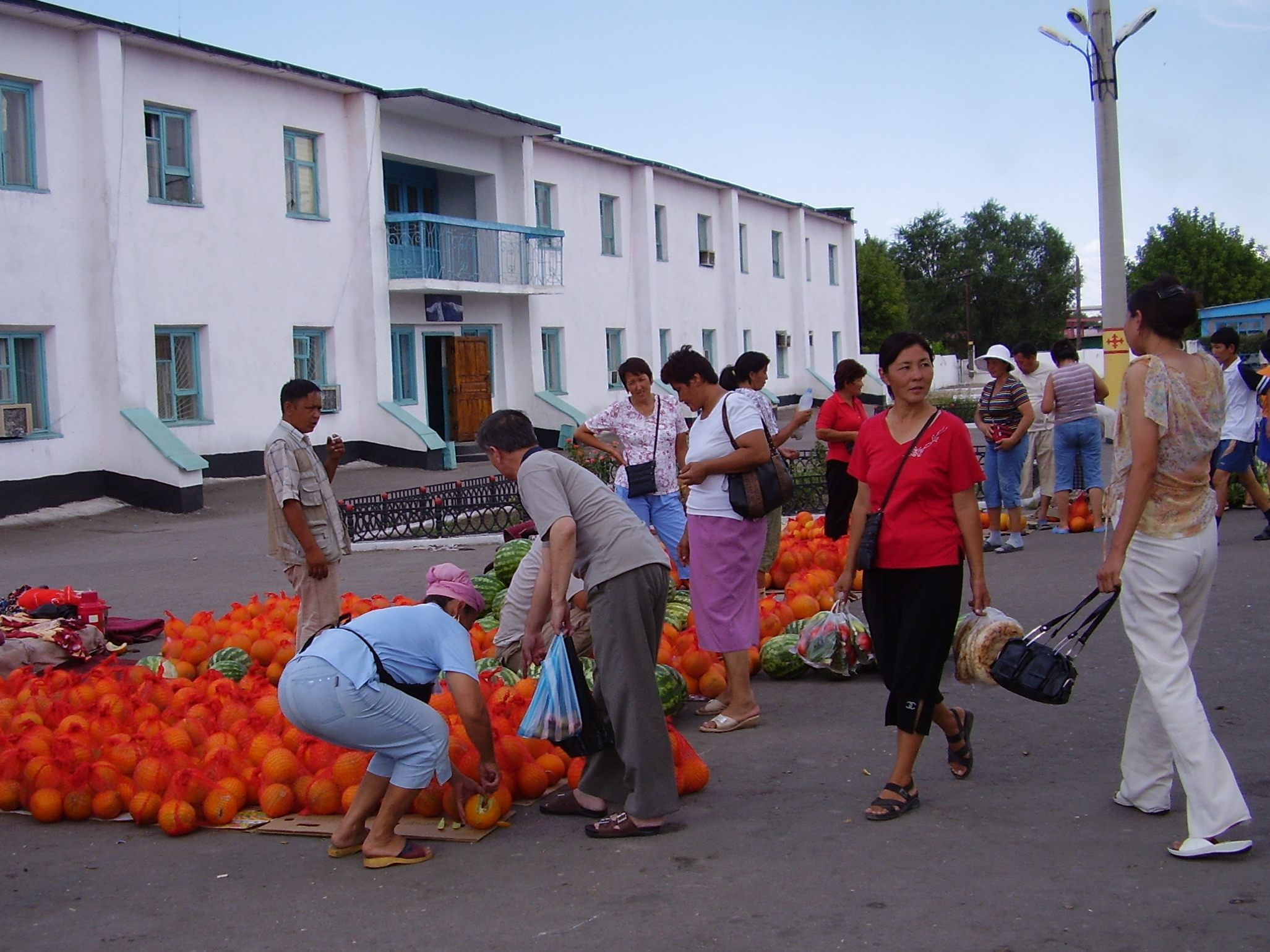
在楚城火车站周边出售的甜瓜

楚河市是哈萨克斯坦江布尔州的一座城市。该城坐落于楚河畔，约有35000名居民。

## 交通
楚城是哈萨克斯坦南部、吉尔吉斯斯坦北部地区重要的交通枢纽。这里是土西铁路东西段与向北至首都阿斯塔纳和彼得罗巴甫尔铁路的交汇处。这里没有从楚城直达吉尔吉斯斯坦首都比什凯克的哈方火车，这意味着每天有大批从阿斯塔纳到比什凯克的乘客需先乘坐火车到达楚城再转乘多功能休旅车或出租车到达吉尔吉斯斯坦。虽然可乘坐穿越楚城到达比什凯克的吉方火车，但需花费5到6个小时的时间，远远不及只需1.5个小时的转乘多功能休旅车到达目的地的方案。
这里不仅对于乘客来说是一个大型交通枢纽，楚城的中央位置使得它也成为一个天然的铁路货运交通枢纽。

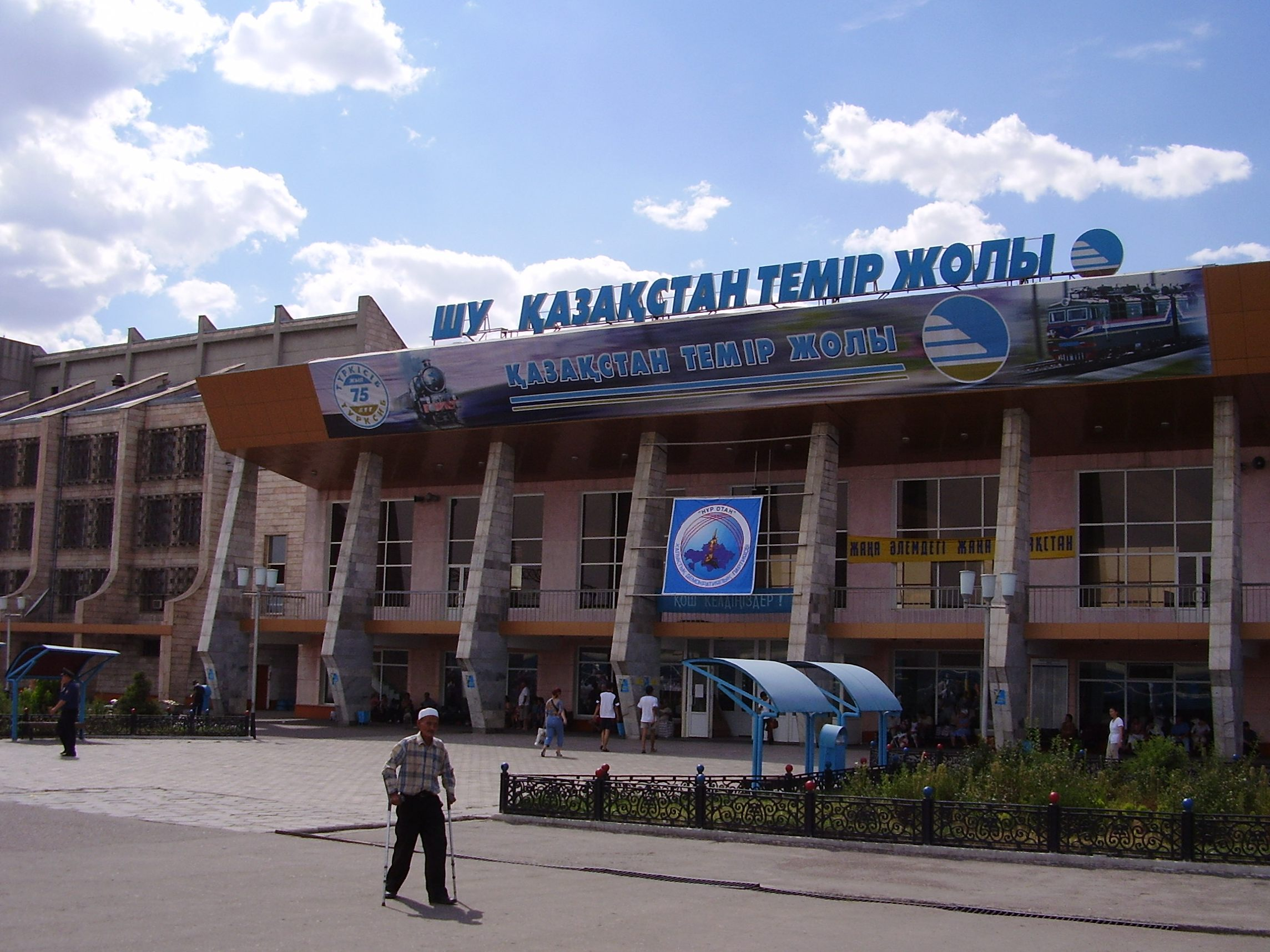
楚城火车站